# Sonari
Sonari é uma cidade  no distrito de Sibsagar, no estado indiano de Assam.

## Geografia
Sonari está localizada a 27° 04′ N, 95° 02′ L. Tem uma altitude média de 97 metros (318 pés).

## Demografia
Segundo o censo de 2001, Sonari tinha uma população de 17 430 habitantes. Os indivíduos do sexo masculino constituem 55% da população e os do sexo feminino 45%. Sonari tem uma taxa de literacia de 76%, superior à média nacional de 59,5%: a literacia no sexo masculino é de 79% e no sexo feminino é de 72%. Em Sonari, 12% da população está abaixo dos 6 anos de idade.